# ラオメデイア (衛星)
ラオメデイア (Neptune XII Laomedeia) は、海王星の第12衛星である。

## 発見と命名
ラオメデイアは、2002年8月13日にマシュー・J・ホルマンが率いる観測グループによって、セロ・トロロ汎米天文台の 4 m 望遠鏡およびマウナ・ケア山のカナダ・フランス・ハワイ望遠鏡を用いた観測で発見された。発見は、ハリメデ、サオの発見と合わせて、翌2003年1月13日に国際天文学連合のサーキュラーおよび小惑星センターのサーキュラーで公表され、S/ 2002 N 3 という仮符号が与えられた。
海王星に新たに衛星が発見されるのは1989年に探査機ボイジャー2号が海王星をフライバイした時以来であり、また地上観測による海王星の新衛星の発見は、1949年にジェラルド・カイパーがネレイドを発見して以来のことであった。非常に暗く遠方を公転している衛星であるため、ボイジャー2号のフライバイの際には観測できなかったと考えられている。
その後2007年2月3日に、ギリシア神話における海の女神であるネレイデスの一人ラーオメデイアに因んで命名され、Neptune XII という確定番号が与えられた。

## 特徴

海王星の不規則衛星の軌道要素を表した図。半径方向の軸は軌道長半径、角度方向は軌道傾斜角を表しており、横軸の上にあるものは順行軌道、下にあるものは逆行軌道で公転していることを示している。青い数値は、海王星のヒル球の半径に対する軌道半径の割合を表している。黄線は近点から遠点までを示しており、この長さが軌道離心率の大きさに対応している。また、点の大きさは各衛星のサイズを表している。図の中心にあるネレイドの右上に位置しているのがラオメデイアである。

ラオメデイアは、海王星の周囲を順行軌道で公転している不規則衛星であり、同時に発見されたサオ、および2024年に発見された S/2002 N 5 と似た軌道要素を持っていることが知られている。木星や土星の不規則衛星は、似た軌道長半径や軌道傾斜角を持ったいくつかのグループに分けられる。同じグループに属する衛星は似た表面の特徴を持っているため、より大きい母天体の破片であることが示唆されている。ラオメデイアとサオも軌道要素が似ているため、海王星の不規則衛星にもこのようなグループが存在している可能性が示されていたが、この3つの衛星も軌道要素が似ているため、太陽系内の多くの衛星を発見しているスコット・S・シェパードはこの3つの衛星を「サオ群 (Sao group)」というグループにまとめている。
ラオメデイアの直径は、アルベドを0.04と仮定すると 42 km と推定される。他の巨大惑星の不規則衛星と同様に、大きな衛星と小惑星や彗星の衝突の後に形成されたと考えられている。ただし、太陽系年齢の間のハリメデとネレイドの衝突確率が 41% と高いのに対し、ラオメデイアとネレイドの衝突確率は無視できるほど小さく、また他の不規則衛星との衝突確率も同様であると推定されている。